# Kamil Jóźwiak
Kamil Jóźwiak (Międzyrzecz, 22 aprile 1998) è un calciatore polacco, centrocampista svincolato.

## Caratteristiche tecniche
È un'ala. Può essere schierato sia a sinistra che a destra in un tridente, ma è stato impiegato anche come esterno di centrocampo nel 3-4-3. È dotato di un'ottima tecnica e di una buona capacità di dribbling. Spesso si alterna sui due lati del campo per non dare punti di riferimento agli avversari.

## Carriera

### Club
Acquistato dal Lech Poznań nel 2011, all'età di 13 anni, Józwiak compie tutta la trafila nel settore giovanile dei kolejorz, arrivando a debuttare in prima squadra il 28 febbraio 2016 al posto di Kebba Ceesay durante la partita persa contro lo Jagiellonia. Il 19 marzo dello stesso anno, viene schierato per la prima volta titolare, in occasione del match casalingo contro il Legia Varsavia. Il primo gol, invece, arriva all'ultima giornata, il 15 maggio, contro il Ruch Chorzów, match nel quale serve anche un assist a Karol Linetty.
Nella stagione 2016-2017 viene riconfermato in prima squadra, ma trova meno spazio venendo spesso relegato in panchina o con la formazione riserve, con la quale segna tre reti in sette gare. Il 5 gennaio 2017 viene ceduto in prestito al GKS Katowice, militante in I Liga, dove gioca regolarmente segnando anche due reti.
Al suo ritorno a Poznań ha la possibilità di esordire in Europa League, realizzando la sua prima rete internazionale al debutto, sul campo del Pelister Bitola. In campionato tuttavia viene impiegato meno, venendogli preferiti il croato Mario Šitum o il connazionale Maciej Makuszewski. Dopo tre mesi senza scendere in campo, torna a giocare diciannove minuti in occasione della trasferta pareggiata 0-0 sul campo del Piast Gliwice. Da quel momento riesce a rientrare nelle gerarchie del tecnico Nenad Bjelica, concludendo la stagione con tre reti all'attivo in venti gare disputate.
Nel 2018-2019 Józwiak resta a Poznań sotto la guida del nuovo tecnico Ivan Đurđević, che lo impiega come esterno di centrocampo nel suo 3-4-3. Successivamente, con la nomina di Adam Nawałka torna alla sua posizione originaria di ala in un tridente offensivo. Józwiak viene schierato regolarmente titolare, e il 3 aprile 2019 realizza la sua prima doppietta da professionista contro il Pogoń Szczecin. Conclude il campionato nuovamente con tre gol all'attivo.
La buona conclusione del campionato precedente porta la dirigenza a puntare su di lui per la stagione 2019-2020, dove viene schierato con regolarità arrivando a doppiare il suo record personale di marcature, con otto reti all'attivo in trentatré giornate. Il 12 luglio 2020, in occasione della centesima gara in Ekstraklasa con il Lech Poznań, indossa per la prima volta la fascia da capitano dei kolejorz.
Al termine della stagione rivela il suo desiderio di lasciare il club, per cercare di mettersi in gioco altrove. Durante l'estate viene accostato a diverse squadre, ma all'inizio del campionato si ritrova sempre al Lech Poznań. Disputa le prime gare da titolare, indossando nuovamente la fascia di capitano, senza realizzare tuttavia alcun gol. Le voci della sua partenza si fanno più insistenti durante la sosta delle nazionali, dove interviene in merito anche Zbigniew Boniek. Il 14 settembre vola in Inghilterra per le effettuare le visite mediche con il Derby County. L'ufficialità arriva due giorni più tardi sui canali social del club inglese, dove si annuncia che Jóźwiak ha firmato un quadriennale. Debutta con i Rams pochi giorni dopo, nella trasferta contro il Luton Town persa per 2-1, nel quale tuttavia Jóźwiak gioca novanta minuti e realizza un assist.
L'11 marzo 2022 viene acquistato dallo Charlotte FC.

### Nazionale
Viene convocato per gli Europei Under-21 2019, tenutisi in Italia e San Marino, in cui colleziona pochi minuti, subentrando a Konrad Michalak al minuto 92' della gara vinta contro il Belgio.
L'11 novembre 2019 esordisce con la nazionale maggiore, in occasione del match di qualificazioni ad Euro 2020 vinto dalla Polonia per 3-2 contro la Slovenia. Il 4 settembre 2020 debutta dal primo minuto nella trasferta ad Amsterdam contro i Paesi Bassi.
Il 18 novembre 2020, a Chorzów ancora contro i Paesi Bassi, realizza il suo primo gol al termine di una cavalcata personale iniziata prima del centrocampo.

## Statistiche

### Presenze e reti nei club
Statistiche aggiornate al 18 gennaio 2025.
| Stagione              | Squadra               | Campionato            | Campionato | Campionato | Coppe nazionali | Coppe nazionali | Coppe nazionali | Coppe continentali | Coppe continentali | Coppe continentali | Altre coppe | Altre coppe | Altre coppe | Totale | Totale |
| Stagione              | Squadra               | Comp                  | Pres       | Reti       | Comp            | Pres            | Reti            | Comp               | Pres               | Reti               | Comp        | Pres        | Reti        | Pres   | Reti   |
| --------------------- | --------------------- | --------------------- | ---------- | ---------- | --------------- | --------------- | --------------- | ------------------ | ------------------ | ------------------ | ----------- | ----------- | ----------- | ------ | ------ |
| 2015-2016             | Lech Poznań           | EK                    | 10         | 1          | PP              | 3               | 0               | -                  | -                  | -                  | -           | -           | -           | 13     | 1      |
| 2016-gen. 2017        | Lech Poznań           | EK                    | 6          | 0          | PP              | 3               | 0               | -                  | -                  | -                  | SP          | 1           | 0           | 10     | 0      |
| 2016-gen. 2017        | Lech Poznań II        | 2L                    | 7          | 3          | -               | -               | -               | -                  | -                  | -                  | -           | -           | -           | 7      | 3      |
| gen.-giu. 2017        | GKS Katowice          | 1L                    | 12         | 2          | PP              | 0               | 0               | -                  | -                  | -                  | -           | -           | -           | 12     | 2      |
| 2017-2018             | Lech Poznań II        | 2L                    | 2          | 0          | -               | -               | -               | -                  | -                  | -                  | -           | -           | -           | 2      | 0      |
| 2018-2019             | Lech Poznań II        | 2L                    | 1          | 0          | -               | -               | -               | -                  | -                  | -                  | -           | -           | -           | 1      | 0      |
| Totale Lech Poznan II | Totale Lech Poznan II | Totale Lech Poznan II | 10         | 3          |                 | -               | -               |                    | -                  | -                  |             | -           | -           | 10     | 3      |
| 2017-2018             | Lech Poznań           | EK                    | 20         | 3          | PP              | 1               | 0               | UEL                | 1                  | 1                  | -           | -           | -           | 22     | 4      |
| 2018-2019             | Lech Poznań           | EK                    | 31         | 3          | PP              | 2               | 0               | UEL                | 2                  | 0                  | -           | -           | -           | 35     | 3      |
| 2019-2020             | Lech Poznań           | EK                    | 35         | 8          | PP              | 4               | 1               | -                  | -                  | -                  | -           | -           | -           | 39     | 9      |
| ago. 2020             | Lech Poznań           | EK                    | 2          | 0          | PP              | 1               | 0               | UEL                | 1                  | 0                  | -           | -           | -           | 4      | 0      |
| Totale Lech Poznań    | Totale Lech Poznań    | Totale Lech Poznań    | 104        | 15         |                 | 14              | 1               |                    | 4                  | 1                  |             | 1           | 0           | 123    | 17     |
| 2020-2021             | Derby County          | FLC                   | 41         | 1          | FACup+CdL       | 0               | 0               | -                  | -                  | -                  | -           | -           | -           | 41     | 1      |
| 2021-mar. 2022        | Derby County          | FLC                   | 17         | 0          | FACup+CdL       | 1+2             | 0               | -                  | -                  | -                  | -           | -           | -           | 20     | 0      |
| Totale Derby County   | Totale Derby County   | Totale Derby County   | 58         | 1          |                 | 3               | 0               |                    | -                  | -                  |             | -           | -           | 61     | 1      |
| 2022                  | Charlotte FC          | MLS                   | 19         | 0          | USOC            | 3               | 0               | -                  | -                  | -                  | -           | -           | -           | 22     | 0      |
| 2023                  | Charlotte FC          | MLS                   | 25+1       | 2          | USOC            | 2               | 2               | -                  | -                  | -                  | LC          | 5           | 0           | 33     | 4      |
| Totale Charlotte      | Totale Charlotte      | Totale Charlotte      | 44+1       | 2          |                 | 5               | 2               |                    | -                  | -                  |             | 5           | 0           | 55     | 4      |
| feb.-giu. 2024        | Granada               | PD                    | 11         | 0          | CR              | -               | -               | -                  | -                  | -                  | -           | -           | -           | 11     | 0      |
| 2024-2025             | Granada               | SD                    | 14         | 0          | CR              | 3               | 0               | -                  | -                  | -                  | -           | -           | -           | 17     | 0      |
| Totale Granada        | Totale Granada        | Totale Granada        | 25         | 0          |                 | 3               | 0               |                    | -                  | -                  |             | -           | -           | 28     | 0      |
| Totale carriera       | Totale carriera       | Totale carriera       | 254        | 23         |                 | 25              | 3               |                    | 4                  | 1                  |             | 6           | 0           | 289    | 27     |

### Cronologia presenze e reti in nazionale
| Cronologia completa delle presenze e delle reti in nazionale ― Polonia | Cronologia completa delle presenze e delle reti in nazionale ― Polonia | Cronologia completa delle presenze e delle reti in nazionale ― Polonia | Cronologia completa delle presenze e delle reti in nazionale ― Polonia | Cronologia completa delle presenze e delle reti in nazionale ― Polonia | Cronologia completa delle presenze e delle reti in nazionale ― Polonia | Cronologia completa delle presenze e delle reti in nazionale ― Polonia | Cronologia completa delle presenze e delle reti in nazionale ― Polonia |
| Data                                                                   | Città                                                                  | In casa                                                                | Risultato                                                              | Ospiti                                                                 | Competizione                                                           | Reti                                                                   | Note                                                                   |
| ---------------------------------------------------------------------- | ---------------------------------------------------------------------- | ---------------------------------------------------------------------- | ---------------------------------------------------------------------- | ---------------------------------------------------------------------- | ---------------------------------------------------------------------- | ---------------------------------------------------------------------- | ---------------------------------------------------------------------- |
| 19-11-2019                                                             | Varsavia                                                               | Polonia                                                                | 3 – 2                                                                  | Slovenia                                                               | Qual. Euro 2020                                                        | -                                                                      | 86’                                                                    |
| 4-9-2020                                                               | Amsterdam                                                              | Paesi Bassi                                                            | 1 – 0                                                                  | Polonia                                                                | UEFA Nations League 2020-2021 - 1º turno                               | -                                                                      | 56’ 71’                                                                |
| 7-9-2020                                                               | Zenica                                                                 | Bosnia ed Erzegovina                                                   | 1 – 2                                                                  | Polonia                                                                | UEFA Nations League 2020-2021 - 1º turno                               | -                                                                      |                                                                        |
| 7-10-2020                                                              | Danzica                                                                | Polonia                                                                | 5 – 1                                                                  | Finlandia                                                              | Amichevole                                                             | -                                                                      | 83’                                                                    |
| 11-10-2020                                                             | Danzica                                                                | Polonia                                                                | 0 – 0                                                                  | Italia                                                                 | UEFA Nations League 2020-2021 - 1º turno                               | -                                                                      | 82’                                                                    |
| 14-10-2020                                                             | Breslavia                                                              | Polonia                                                                | 3 – 0                                                                  | Bosnia ed Erzegovina                                                   | UEFA Nations League 2020-2021 - 1º turno                               | -                                                                      | 72’                                                                    |
| 11-11-2020                                                             | Chorzów                                                                | Polonia                                                                | 2 – 0                                                                  | Ucraina                                                                | Amichevole                                                             | -                                                                      | 46’                                                                    |
| 15-11-2020                                                             | Reggio Emilia                                                          | Italia                                                                 | 2 – 0                                                                  | Polonia                                                                | UEFA Nations League 2020-2021 - 1º turno                               | -                                                                      | 46’                                                                    |
| 18-11-2020                                                             | Chorzów                                                                | Polonia                                                                | 1 – 2                                                                  | Paesi Bassi                                                            | UEFA Nations League 2020-2021 - 1º turno                               | 1                                                                      | 76’                                                                    |
| 25-3-2021                                                              | Budapest                                                               | Ungheria                                                               | 3 – 3                                                                  | Polonia                                                                | Qual. Mondiali 2022                                                    | 1                                                                      | 59’                                                                    |
| 28-3-2021                                                              | Varsavia                                                               | Polonia                                                                | 3 – 0                                                                  | Andorra                                                                | Qual. Mondiali 2022                                                    | -                                                                      |                                                                        |
| 31-3-2021                                                              | Londra                                                                 | Inghilterra                                                            | 2 – 1                                                                  | Polonia                                                                | Qual. Mondiali 2022                                                    | -                                                                      | 54’                                                                    |
| 1-6-2021                                                               | Breslavia                                                              | Polonia                                                                | 1 – 1                                                                  | Russia                                                                 | Amichevole                                                             | -                                                                      | 56’                                                                    |
| 8-6-2021                                                               | Poznań                                                                 | Polonia                                                                | 2 – 2                                                                  | Islanda                                                                | Amichevole                                                             | -                                                                      | 58’                                                                    |
| 14-6-2021                                                              | San Pietroburgo                                                        | Polonia                                                                | 1 – 2                                                                  | Slovacchia                                                             | Euro 2020 - 1º turno                                                   | -                                                                      |                                                                        |
| 19-6-2021                                                              | Siviglia                                                               | Spagna                                                                 | 1 – 1                                                                  | Polonia                                                                | Euro 2020 - 1º turno                                                   | -                                                                      | 59’                                                                    |
| 23-6-2021                                                              | San Pietroburgo                                                        | Svezia                                                                 | 3 – 2                                                                  | Polonia                                                                | Euro 2020 - 1º turno                                                   | -                                                                      | 61’                                                                    |
| 2-9-2021                                                               | Varsavia                                                               | Polonia                                                                | 4 – 1                                                                  | Albania                                                                | Qual. Mondiali 2022                                                    | -                                                                      |                                                                        |
| 8-9-2021                                                               | Varsavia                                                               | Polonia                                                                | 1 – 1                                                                  | Inghilterra                                                            | Qual. Mondiali 2022                                                    | -                                                                      | 80’                                                                    |
| 12-10-2021                                                             | Tirana                                                                 | Albania                                                                | 0 – 1                                                                  | Polonia                                                                | Qual. Mondiali 2022                                                    | -                                                                      | 71’                                                                    |
| 12-11-2021                                                             | Andorra la Vella                                                       | Andorra                                                                | 1 – 4                                                                  | Polonia                                                                | Qual. Mondiali 2022                                                    | 1                                                                      |                                                                        |
| 15-11-2021                                                             | Varsavia                                                               | Polonia                                                                | 1 – 2                                                                  | Ungheria                                                               | Qual. Mondiali 2022                                                    | -                                                                      | 46’                                                                    |
| Totale                                                                 |                                                                        | Presenze                                                               | 22                                                                     |                                                                        | Reti                                                                   | 3                                                                      |                                                                        |

## Palmarès

### Club

#### Competizioni nazionali
- Supercoppa di Polonia: 1

Lech Poznań: 2016